# Молодёжный театр на Фонтанке
Санкт-Петербургский государственный Молодёжный театр на Фонтанке — театр в Санкт-Петербурге. Художественным руководителем театра является народный артист России, лауреат премии Правительства РФ Семён Яковлевич Спивак.

## История театра
Молодёжный театр был основан в 1979 году лидером российского студийного движения режиссёром Владимиром Афанасьевичем Малыщицким (главный режиссёр с 1979 по сентябрь 1983 гг.), как молодёжная экспериментальная площадка для поиска новых театральных форм. Его появление на театральной карте города сразу стало событием — в те годы открытие нового театра было почти невозможно. В труппу, наряду с профессионалами, вошли актеры-любители театра «Студио» при ЛИИЖТе. Театр открылся 18 января 1980 спектаклем «Сто братьев Бестужевых» по пьесе Б. А. Голлера. Основу его репертуара составили инсценировки произведений лучших современных прозаиков СССР. Этот период Молодёжного театра связан с легендарными спектаклями «Сотников» (по В. Быкову), «Отпуск по ранению» (В. Кондратьев), «И дольше века длится день» (по Ч. Айтматову); с именами актеров Василия Фролова, Александра Мирочника, Нины Усатовой, Юрия Овсянко, Олега Попкова, Владимира Халифа… Театр быстро обрёл популярность в среде передовой интеллигенции, стал островком духовности, притягивавшим Ю. Лотмана, Н. Эйдельмана, К. Рудницкого, Ю. Любимова, Ф. Искандера, В. Быкова, Б. Васильева, А. Вознесенского. Зрителей волновала интонация спектаклей: то исповедальная, то остропублицистическая. Яркий, но очень недолгий, этот этап жизни Молодёжного театра был завершен с уходом его создателя — Владимира Малыщицкого.
В 1983 году Молодёжный возглавил Ефим Михайлович Падве (1938—1991, главный режиссёр с 1983 по 1989 гг.) — талантливый ленинградский режиссёр, любимый ученик Георгия Товстоногова. Театр сохранил своё название, труппу и некоторые спектакли, но это был уже совсем другой театр: настолько иной была индивидуальность его нового творческого руководителя. Сохранился высокий уровень драматургии, интерес к современности. Но не публицистика, а тончайший психологизм жизни человеческого духа привлекал Ефима Падве. Вампиловская «Утиная охота» в его сценической интерпретации была одной из лучших ленинградских постановок 80-х годов.
Спектакль-концерт «Звучала музыка в саду» — ностальгия и воспоминание об эстраде начала века — стал рассказом об истории Молодежного театра и его актеров. Незатейливая пародия на репертуар дореволюционного Театра Буфф в Измайловском саду наполнилась новым смыслом. Менялись исполнители, сокращалось количество номеров, но по-прежнему представление собирало полные залы.
«Вечер» А. Дударева, «Пять углов» С. Коковкина, «Игрок» Ф. Достоевского в постановке Падве получили награды различных фестивалей и конкурсов, а спектакли «Сирано де Бержерак» Э. Ростана, «Утиная охота» А. Вампилова, «Звучала музыка в саду» и «Концерт фронту» принесли театру известность за рубежом. Успешные заграничные гастроли, очереди за билетами, тянувшиеся через весь сад — свидетельство феноменальной популярности Молодёжного. Спектакль-концерт «Звучала музыка в саду» за 10 лет прошел более пятисот раз и был сохранен в репертуаре театра после трагической кончины его создателя.
Ефим Михайлович Падве, переживая духовный и творческий кризис, в 1989 году внезапно отказался от руководства театром и передал театр Семену Спиваку, в то время главному режиссёру драматического ансамбля «Молодой Театр». В Молодёжный театр Семен Спивак принёс своё лирическое мироощущение, воплощённое в спектаклях «Танго», «Дорогая Елена Сергеевна» и «Удар», и привёл своих лучших актёров.
На протяжении 30 лет Молодежный театр на Фонтанке работал на одной площадке. В 2005 году по распоряжению губернатора Санкт-Петербурга Валентины Матвиенко принято решение о реконструкции Летнего театра и Измайловского сада. 13 февраля 2010 года театр отпраздновал своё 30-летие, в ходе юбилейной недели спектаклем «Танго» открыли новую, большую сцену театра. В новом здании театра оставлены объекты, охраняемые КГИОП, — фасады флигелей Летнего театра и металлические фермы инженера В. Шухова. После реконструкции фермы выполняют декоративную функцию. С открытием современного здания, театр стал единым культурным пространством, включающим в себя две сцены и «зелёное фойе». Первое здание театра называется Малой сценой, в новом размещается Большая сцена, а Измайловский сад зрители стали называть «зелёное фойе».

## Сегодняшний день театра

### Труппа
Народные артисты России
- Валерий Кухарешин — народный артист России

Заслуженные артисты России
- Сергей Барковский — заслуженный артист России
- Зоя Буряк — заслуженная артистка России
- Татьяна Григорьева — заслуженная артистка России
- Наталия Дмитриева — заслуженная артистка России
- Екатерина Дронова — заслуженная артистка России
- Пётр Журавлёв — заслуженный артист России
- Алла Одинг — заслуженная артистка России
- Елена Соловьёва — заслуженная артистка России
- Александр Строев — заслуженный артист России
- Наталья Суркова — заслуженная артистка России
- Екатерина Унтилова — заслуженная артистка России
- Михаил Черняк — заслуженный артист России

#### Артисты
Александр Андреев, Сергей Барабаш, Людмила Бояринова, Александра Бражникова, Алиса Варова, Вадим Волков, Константин Воробьев, Анна Геллер, Илья Демидов, Константин Дунаевский, Андрей Зарубин, Ксения Ирхина, Евгений Клубов, Александр Конев, Геннадий Косарев, Андрей Кузнецов, Александр Куликов, Егор Кутенков, Артур Литвинов, Нина Лоленко, Сергей Малахов, Владимир Маслаков, Мария Мирош, Екатерина Морачевская, Илья Морозов, Наталья Мызникова, Андрей Некрасов, Роман Нечаев, Алексей Одинг, Марина Ордина, Наталья Паллин, Людмила Пастернак, Ирина Полянская, Роман Рольбин, Александр Рыбаков, Надежда Рязанцева, Ярослав Соколов, Эмилия Спивак, Юрий Сташин, Светлана Строгова, Наталия Третьякова, Анастасия Тюнина, Ольга Феофанова, Дмитрий Цуцкин, Александр Черкашин, Андрей Шимко, Юлия Шубарева, Регина Щукина, Сергей Яценюк.

#### Стажерская группа
Ольга Андилевко, Дмитрий Бауман, Владислав Бургард, Мария Величко, Павел Вересов, Дарья Вершинина, Мария Вершинина, Станислав Горелов, Василина Кириллова, Гарий Князев, Никита Кругляк, Александр Тихановский, Ефим Чайка, Евгения Чураева.

### С театром сотрудничают

##### Заслуженные артисты России
- Анатолий Петров — заслуженный артист России
- Дарья Юргенс (Лесникова) — заслуженная артистка России

#### Артисты
Роман Агеев, Аршад Алекперов, Светлана Аникина, Александра Байраковская, Руслан Бальбуциев, Александр Веселов, Ирина Гершт, Игорь Головин, Борис Драгилев, Дарья Дунина, Владимир Заморин, Николай Иванов, Алиса Иванова, Егор Матва, Елена Радевич, Петр Севенард, Евгений Славский, Светлана Стуликова, Дмитрий Сутырин, Наталья Ткаченко, Роман Ушаков, Андрей Хитрин, Денис Цыганков, Виктория Чумак, Александр Чураев, Марианна Шардина.
В разные годы в театре работали:
- Иван Благодёр
- Евгений Дятлов — заслуженный артист России
- Сергей Кошонин — заслуженный артист России
- Ольга Лысенкова — заслуженная артистка России
- Ольга Мелихова
- Станислав Мухин
- Леонид Осокин
- Сергей Селин — заслуженный артист России
- Нина Усатова — народная артистка России

### Мастерская С.Спивака
Помимо режиссуры, Семен Спивак много лет работает как театральный педагог. В сентябре 2019 года исполняется 25 лет с тех пор, как художественный руководитель Молодежного театра на Фонтанке набрал первый актерско-режиссерский курс в ЛГИТМиК (ныне — РГИСИ).
В 1999 году профессиональная труппа театра пополнилась выпускниками курса С. Я. Спивака при Санкт-Петербургской академии театрального искусства. В 2004 году режиссер набрал новый курс, и ещё одно поколение «спиваков» (так называют себя его студенты) пришло в театр. В 2014 году получили дипломы новые «спиваки». Из их числа труппу пополнили 12 человек. В 2015 году в мастерскую н.а. России Семёна Спивака поступило уже четвертое поколение студентов. Среди спектаклей, вышедших в качестве «студенческих», постановки, которые впоследствии прочно вошли в репертуар театра: «Крики из Одессы», «Жестокие игры», «Метро», «Идиот.2012», «Обыкновенные чудики», «Игра в Шекспира. Гамлет».
 

### Текущий репертуар
Санкт-Петербургский Молодежный театр на Фонтанке сохраняет и развивает традиции русского психологического театра. Театр идет в ногу со временем, видя современность не столько в поиске новых форм, сколько в новизне и глубине содержания. Кредо театра — пробуждать в человеке душу, давать ему свет надежды, понимать и поддерживать зрителя, становясь его духовной опорой. Основа репертуара театра — произведения русской и зарубежной классики. В сегодняшнем репертуаре театра — более 40 спектаклей.
- 1990 — «Мистер Твен — только для взрослых». Режиссёр: Алла Азбукина.
- 1994 — «В полночный час, в эпоху Возрожденья» по пьесе Б.Деперье, Н.Труа. Режиссёр: Семён Спивак.
- 1998 — «Крики из Одессы» по пьесе «Закат» Исаака Бабеля. Режиссёр: Семён Спивак.
- 1998 — «Волшебный полёт над Багдадом» — восточная сказка. Режиссёр: Сергей Барковский.
- 1999 — «Касатка» по пьесе Алексея Толстого. Режиссёр: Семён Спивак.
- 2001 — «Жаворонок» по пьесе Жана Ануя. Режиссёр: Семён Спивак.
- 2002 — «Анекдоты XX века».По произведениям Аркадия Аверченко, Виктора Конецкого, Николая Агнивцева, Саши Черного. Режиссёр: Михаил Черняк.
- 2003 — «Отелло» по пьесе Уильяма Шекспира. Режиссёры: Семён Спивак и Алексей Утеганов.
- 2004 — «Любовные кружева» по пьесе «Женитьба Белугина» Александра Островского. Режиссёры: Семён Спивак и Михаил Черняк.
- 2004 — «История Кая и Герды» по пьесе Х.-К. Андерсена и Е.Шварца. Режиссёр: Мария Мирош.
- 2005 — «Три сестры» по пьесе А.Чехова. Режиссёры: Семён Спивак и Владимир Заморин.
- 2005 — «Пять вечеров» по пьесе А.Володина. Режиссёры: Семён Спивак и Ирина Зубжицкая.
- 2006 — «Король-олень» по пьесе Карло Гоцци. Режиссёр: Геннадий Тростянецкий.
- 2006 — «Синие розы» по пьесе «Стеклянный зверинец» Т.Уильямса. Режиссёр: Лев Шехтман.
- 2007 — «Лев зимой» по пьесе Д.Голдмена. Режиссёр: Михаил Черняк.
- 2008 — «Дон Кихот» по пьесе М.Булгакова. Режиссёр: Семён Спивак.
- 2008 — «Тартюф» по пьесе Ж.-Б.Мольера. Режиссёр: Андрей Андреев.
- 2008 — «Иов» по пьесе Й.Рота. Режиссёр: Лев Шехтман.
- 2008 — «Метро» по фильму Н.Баера. Режиссёр: Семён Спивак.
- 2009 — «Школа налогоплательщиков» по пьесе Л.Вернея и Ж.Берра. Режиссёр: Михаил Черняк.
- 2009 — «Жестокие игры» по пьесе А.Арбузова. Режиссёр: Семён Спивак.
- 2009 — «Зимняя сказка» по пьесе У.Шекспира. Режиссёр: Магуи Мира.
- 2009 — «Забыть Герострата!» по пьесе Г.Горина. Режиссёр: Семён Спивак.
- 2009 — «Поздняя любовь» по пьесе А.Островского. Режиссёр: В.Туманов.
- 2011 — «Семья Сориано, или итальянская комедия» по пьесе Э.Филиппо. Режиссёр: Семён Спивак.
- 2012 — «Абанамат!» по циклу рассказов «Наши» С.Довлатова. Режиссёр: Лев Шехтман.
- 2012 — «Идиот.2012» по роману Ф.Достоевского. Режиссёр: Семён Спивак.
- 2012 — «Любовь после жизни» по пьесе Х. С. Синистерра. Режиссёр: Магуи Мира.
- 2012 — «Фантазии Фарятьева» по пьесе А.Соколовой. Режиссёр: Владимир Туманов.
- 2012 — «Подруги» по произведению С.Алексиевич. Режиссёры: Семён Спивак и Марина Ордина.
- 2013 — «Четыре танго о любви» по рассказам Э.-Э.Шмитта. Режиссёр: Сергей Морозов.
- 2013 — «Последнее китайское предупреждение» по пьесе Б.Брехта. Режиссёры: Семён Спивак и Наталья Архипова.
- 2014 — «Дом Бернарды Альбы» по пьесе Ф. Г. Лорки. Режиссёр: Семён Спивак.
- 2014 — «Наш городок» по пьесе Т.Уайлдера. Режиссёр: Семён Спивак.
- 2015 — «Жозефина и Наполеон» по пьесе И.Губача. Режиссёры: Семён Спивак и Михаил Черняк.
- 2016 — «В день свадьбы» по пьесе В.Розова. Режиссёр: Семён Спивак.
- 2016 — «Верная жена» по пьесе С.Моэма. Режиссёр: Семён Спивак.
- 2017 — «Без вины виноватые» по пьесе А.Островского. Режиссёр: Андрей Андреев.
- 2017 — «Прошлым летом в Чулимске» по пьесе А.Вампилова. Режиссёры: Семён Спивак и Лариса Шуринова.
- 2018 — «Авдей Флюгарин» по произведениям Ф.Булгарина. Режиссёр: Андрей Андреев.
- 2018 — «Обыкновенные чудики» по рассказам В.Шукшина. Режиссёр: Семён Спивак.
- 2018 — «История села Горюхина». Режиссёр: Андрей Андреев.
- 2018 — «Жуковский. Прощание» Режиссёр: Андрей Андреев.
- 2018 — «Звериные истории» по пьесе Д.Нигро. Режиссёр: Семён Спивак.
- 2019 — «Нас обвенчает прилив…» по пьесе «Ромео и Жанетта» Ж.Ануя. Режиссёры: Семён Спивак и Мария Мирош.
- 2019 — «Игра в Шекспира. Гамлет» по пьесе «Гамлет» У. Шекспира. Режиссеры: Семён Спивак и Мария Мирош.
- 2021 — «#ЖЕНИТЬБА_NET» по пьесе Н. В. Гоголя. Режиссёр: Александр Кладько

### Постановки прошлых лет
- 1987 — «Дорогая Елена Сергеевна» по пьесе Л. Разумовской. Режиссёр: Семён Спивак.
- 1988 — «Танго» по пьесе С. Мрожека. Режиссёр: Семён Спивак.
- 1989 — «Мещанин во дворянстве» по пьесе Жана-Батиста Мольера. Режиссёр: Семён Спивак.
- 1991 — «Смерть Ван Халена» по пьесе А. Шипенко. Режиссёр: Семён Спивак.
- 1992 — «Своя семья или замужняя невеста» по пьесе А. Шаховского, А. Грибоедова и Н. Хмельницкого. Режиссёр: Семён Спивак.
- 1992 — «Гроза» по пьесе А. Островского. Режиссёр: Семён Спивак.
- 1993 — «Лунные волки» по пьесе Н. Садур. Режиссёр: Владимир Туманов.
- 1995 — «Трёхгрошовая опера» по пьесе Б. Брехта. Режиссёр: Семён Спивак.
- 1996 — «Ночь ошибок» по пьесе О. Голдсмита. Режиссёр: Михаил Черняк.
- 1996 — «Мастерская глупостей». Режиссёр Надежда Абрамова.
- 1997 — «Маркиза Де Сад» по пьесе Ю. Мисимы. Режиссёр: Семён Спивак.
- 1998 — «Двенадцатая ночь, или что угодно» по пьесе У. Шекспира. Режиссёр: Владимир Туманов.
- 2000 — «Дни Турбиных» по пьесе М. Булгакова. Режиссёр: Семён Спивак.
- 2002 — «Священные чудовища» по пьесе Ж. Кокто. Режиссёр: Семён Спивак.
- 2004 — «Медея» по пьесе Еврипида и Жана Ануя. Режиссёр: Алексей Утеганов.
- 2006 — «Король и Принц, или правда о Гамлете» по пьесе А. Радовского. Режиссёр: Александр Строев.
- 2009 — «Клятва на крови/Бумажная роза» по пьесе Р. М. Валье-Инклан. Режиссёр: Ирина Куберская.
- 2010 — «Севильский цирюльник» по пьесе П. Бомарше. Режиссёр: Жан Даниэль Лаваль.
- 2010 — «Валентинов день» по пьесе И. Вырыпаева. Режиссёр: Алексей Янковский.
- 2011 — «Время для посещений» по пьесе Ф. Миттерера. Режиссёр: Сергей Морозов.
- 2015 — «Цена» по пьесе А.Миллера. Режиссёр: Олег Куликов.

## Измайловский сад

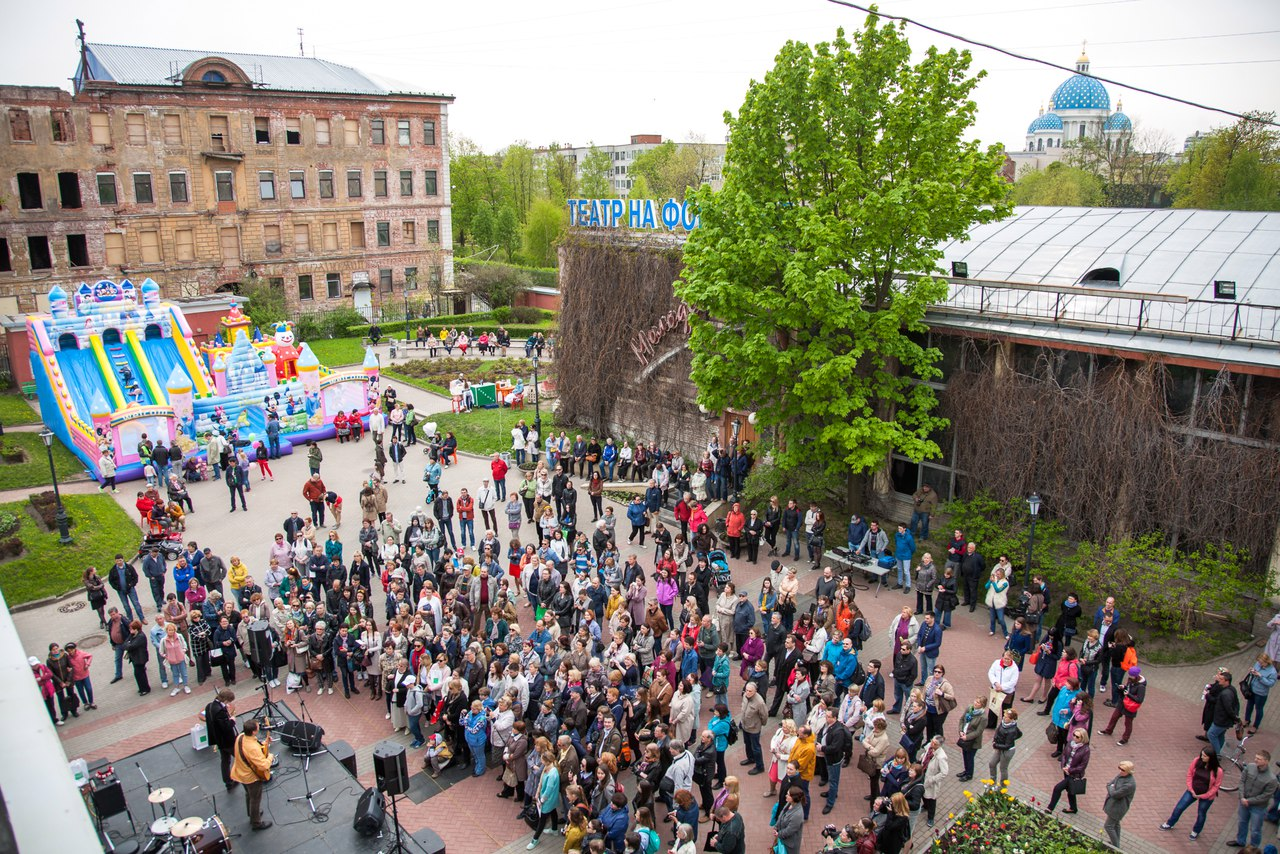
Празднование Дня города в Измайловском саду, 2017 год

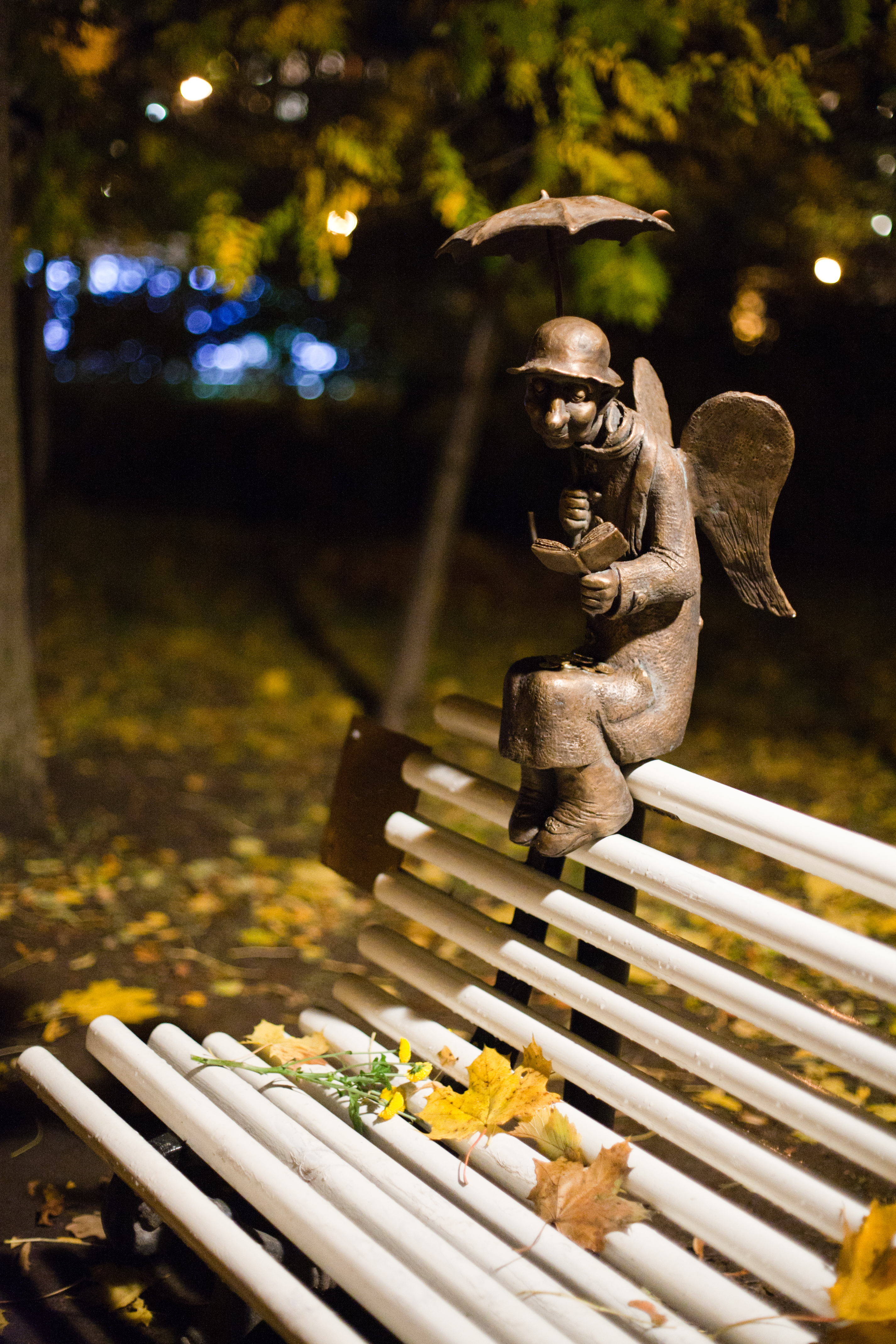
Скульптура «Петербургский ангел» в Измайловском саду

Молодежный театр на Фонтанке — единственный в Петербурге театр-сад. Он расположен в Измайловском саду. Многие из скульптур сада выполнены художественными мастерскими театра, а на одной из скамеечек расположился трогательный «Петербургский ангел» — работа скульптора Романа Шустрова. В 2018 году у скульптуры ангела появился свой Telegram-канал.
В Измайловском саду при театре часто проводятся различные театральные мероприятия. Так, ежегодно, начиная с 2017 года, в саду театр отмечает день рождения Санкт-Петербурга.
В 2011 году в театре появилась традиция — закрывать каждый сезон Церемонией вручения внутренней театральной премии «Полный Кавипс». Непосвященному название кажется замысловатым, но если прочесть «Кавипс» наоборот — получится Спивак. Проходит церемония 14 июня — в день рождения Семена Яковлевича Спивака.

## Документальные фильмы о Молодёжном театре на Фонтанке
- В 2005 году, к 25-летию театра, студией «Иллюзион» был снят трехсерийный фильм «Театр для людей» (автор Виктория Тимофеева)
- В 2009—2010 годах Авторской студией Ольги Разиной был снят 12-серийный цикл передач «Свидание в Измайловском», посвященных актёрам Молодёжного театра (авторы: Ольга Разина, Светлана Ивачёва)
- В 2010 году, к тридцатилетию театра, студией «Иллюзион» был снят документальный фильм об истории театра «Взрослая жизнь Молодёжного театра» (автор Тимур Белый)